# Liste bekannter Althistoriker
In dieser Liste werden Althistoriker gesammelt, die für dieses Fach habilitiert wurden, als Fachautoren besonders relevant sind oder andere bedeutende Beiträge zur Alten Geschichte geleistet haben. Da die Alte Geschichte im 19. Jahrhundert aus der Klassischen Philologie hervorgegangen ist, gibt es auch diverse Altphilologen, die sich auf althistorischem Gebiet hervorgetan haben. Vor allem im anglo-amerikanischen Raum sind die Grenzen zwischen Altphilologie und Althistorie zudem bis heute sehr verschwommen. Enge Beziehungen gibt es auch zur Klassischen Archäologie und verschiedenen Hilfswissenschaften und Nachbardisziplinen wie der Numismatik, Epigraphik, Papyrologie, Byzantinistik, Provinzialrömischen Archäologie, Philosophie-, Religions- und Rechtsgeschichte.

## Liste

### A
- Frank E. Adcock (Brite, 1886–1968)
- Heribert Aigner (Österreicher, 1943–2015)
- Andreas Alföldi (Ungar, 1895–1981)
- Géza Alföldy (Ungar, 1935–2011)
- Franz Altheim (Deutscher, 1891–1976)
- Ruth Altheim-Stiehl (Deutsche, 1926–2023)
- Walter Ameling (Deutscher, * 1958)
- Carmine Ampolo (Italiener, * 1947)
- Gert Audring (Deutscher, * 1944)
- Frank Martin Ausbüttel (Deutscher, * 1955)

### B
- Ernst Badian (neuseeländisch-britisch-US-amerikanischer Österreicher, 1925–2011)
- Roger S. Bagnall (US-Amerikaner, * 1947)
- John Percy Vyvian Dacre Balsdon (Brite, 1901–1977)
- Ernst Baltrusch (Deutscher, * 1956)
- Pedro Barceló (Deutsch-Spanier, * 1950)
- Ralf Behrwald (Deutscher, * 1967)
- Heinz Bellen (Deutscher, 1927–2002)
- Karl Julius Beloch (Deutscher, 1854–1929)
- Hermann Bengtson (Deutscher, 1909–1989)
- Denis van Berchem (Schweizer, 1908–1994)
- Monika Bernett (Deutsche, * 1959)
- Rainer Bernhardt (Deutscher, * 1942)
- Frank Bernstein (Deutscher, * 1964)
- Helmut Berve (Deutscher, 1896–1979)
- Reinhold Bichler (Österreicher, * 1947)
- Elias Bickermann (Moldauer, 1897–1981)
- Anthony R. Birley (Brite, 1937–2020)
- Bruno Bleckmann (Deutscher, * 1962)
- Jochen Bleicken (Deutscher, 1926–2005)
- Herbert Bloch (Deutsch-US-Amerikaner, 1911–2006)
- Wolfgang Blösel (Deutscher, * 1969)
- August Boeckh (Deutscher, 1785–1867)
- Gabriele Bockisch (Deutsche, 1936–2012)
- John P. Bodel (US-Amerikaner, * 1957)
- Hendrik Bolkestein (Niederländer, 1877–1942)
- Eugen Bormann (Deutscher, 1842–1917)
- Henning Börm (Deutscher, * 1974)
- Clemens Bosch, auch Clemens Emin Bosch, (Deutscher, 1899–1955)
- Helga Botermann (Deutsche, * 1938)
- Alan K. Bowman (Brite, * 1944)
- Hartwin Brandt (Deutscher, * 1959)
- Horst Braunert (Deutscher, 1922–1976)
- Pierre Briant (Franzose, * 1940)
- Klaus Bringmann (Deutscher, 1936–2021)
- Kai Brodersen (Deutscher, * 1958)
- Thomas Robert Shannon Broughton (Kanadier, 1900–1993)
- Peter Brown (Ire, * 1935)
- Peter Brunt (Brite, 1917–2005)
- Edmund Buchner (Deutscher, 1923–2011)
- Leonhard Burckhardt (Schweizer, * 1953)
- Viktor Burr (Deutscher, 1906–1975)
- Georg Busolt (Deutscher, 1850–1920)

### C
- Horst Callies (Deutscher, * 1934)
- Alan Cameron (Brite, 1938–2017)
- Averil Cameron (Britin, * 1940)
- Jérôme Carcopino (Franzose, 1881–1970)
- Paul Cartledge (Brite, * 1947)
- Helmut Castritius (Deutscher, 1941–2019)
- Friedrich Cauer (Deutscher, 1863–1932)
- Mortimer Chambers (US-Amerikaner, 1927–2020)
- Edward Champlin (Amerikaner, 1948–2024)
- Angelos Chaniotis (Grieche, * 1959)
- Heinrich Chantraine (Deutscher, 1929–2002)
- André Chastagnol (Franzose, 1920–1996)
- Karl Christ (Deutscher, 1923–2008)
- Conrad Cichorius (Deutscher, 1863–1932)
- Manfred Clauss (Deutscher, 1945–2025)
- Justus Cobet (Deutscher, * 1939)
- John H. Collins (US-Amerikaner, 1902–1981)
- Thomas Corsten (Deutscher, * 1961)
- Michael Crawford (Brite, * 1939)
- John Anthony Crook (Brite, 1921–2007)
- Franz Valéry Marie Cumont (Belgier, 1868–1947)
- Ernst Curtius (Deutscher, 1814–1896)

### D
- Werner Dahlheim (Deutscher, * 1938)
- Hellfried Dahlmann (Deutscher, 1905–1988)
- Frank Daubner (Deutscher, * 1971)
- James N. Davidson (Brite, * 1964)
- John Kenyon Davies (Brite, * 1937)
- Jürgen Deininger (Deutscher, 1937–2017)
- Marieluise Deißmann-Merten (Deutsche 1935–2011)
- Alexander Demandt (Deutscher, * 1937)
- Hermann Dessau (Deutscher, 1856–1931)
- Maria H. Dettenhofer (Deutsche, 1960–2016)
- Hubert Devijver (Belgier, 1936–1997)
- Hans-Joachim Diesner (Deutscher, 1922–1994)
- Horst Dieter (Deutscher, 1930–2001)
- Karlheinz Dietz (Deutscher, * 1947)
- Gerhard Dobesch (Österreicher, 1939–2021)
- Alfred von Domaszewski (Ungar, 1856–1927)
- Kenneth Dover (Brite, 1920–2010)
- Martin Dreher (Deutscher, * 1953)
- Hans-Joachim Drexhage (Deutscher, * 1948)
- Boris Dreyer (Deutscher, * 1967)
- Johann Gustav Droysen (Deutscher, 1808–1884)

### E
- Werner Eck (Deutscher, * 1939)
- Walter Eder (Deutscher, 1941–2009)
- Rudolf Egger (Österreicher, 1882–1969)
- Victor Ehrenberg (Deutscher/Brite, 1891–1976)
- Norbert Ehrhardt (Deutscher, * 1953)
- Karl-Ludwig Elvers (Deutscher, * 1962)
- David Engels (Belgier, * 1979)
- Johannes Engels (Deutscher, * 1959)
- Alexander Enmann (Deutsch-Balte, 1856–1903)
- Wilhelm Enßlin (Deutscher, 1885–1965)
- Elisabeth Erdmann (Deutsche, * 1942)
- Robert Malcolm Errington (* 1939)
- Stefan Esders (Deutscher, * 1963)
- Robert Étienne (Franzose, 1921–2009)
- Christoph Eucken (Deutscher/Schweizer, * 1939)

### F
- Ernst Fabricius (Deutscher, 1857–1942)
- Georg Fabricius (Deutscher, 1516–1571)
- Volker Fadinger (Deutscher, * 1941)
- Ulrich Fellmeth (Deutscher, * 1954)
- Aldo Ferrabino (Italiener, 1892–1972)
- Jean-Louis Ferrary (Franzose, 1948–2020)
- Guglielmo Ferrero (Italiener, 1871–1942)
- Moses I. Finley (US-Amerikaner, 1912–1986)
- Josef Fischer (Österreicher, * 1976)
- Dieter Flach (Deutscher, * 1939)
- Egon Flaig (Deutscher, * 1949)
- Alexandar Fol (Bulgare, 1933–2006)
- William Warde Fowler (Brite, 1847–1921)
- Peter Robert Franke (Deutscher, 1926–2018)
- Peter Frei (Schweizer, 1925–2010)
- Klaus Freitag (Deutscher, * 1964)
- Nicolas Fréret (Franzose, 1688–1749)
- Ludwig Friedländer (Deutscher, 1824–1909)
- Alexander Fuks (Israeli, 1917–1978)
- Bernd Funck (Deutscher, 1945–1996)
- Peter Funke (Deutscher, * 1950)
- Numa Denis Fustel de Coulanges (Franzose, 1830–1889)

### G
- Emilio Gabba (Italiener, 1927–2013)
- Hartmut Galsterer (Deutscher, 1939–2024)
- Hannes D. Galter (* 1954)
- Jane F. Gardner (Britin, 1934–2023)
- Jörg-Dieter Gauger (Deutscher, 1947–2015)
- Hans-Joachim Gehrke (Deutscher, * 1945)
- Matthias Gelzer (Schweizer, 1886–1974)
- Klaus Geus (Deutscher, * 1962)
- Helga Gesche (Deutsche, * 1942)
- Edward Gibbon (Engländer, 1737–1794)
- Adalberto Giovannini (Schweizer, 1940–2025)
- Klaus Martin Girardet (Deutscher, * 1940)
- Christian Gizewski (Deutscher, 1941–2019)
- Gustave Glotz (Franzose, 1862–1935)
- Franz Wilhelm August Göler von Ravensburg (Deutscher, 1809–1862)
- Pascal-François-Joseph Gossellin (Franzose, 1751–1830)
- Ulrich Gotter (Deutscher, * 1964)
- Gunther Gottlieb (Deutscher, * 1935)
- Andreas Graeber (Deutscher, * 1952)
- A. John Graham (Brite, 1930–2005)
- Michael Grant (Brite, 1914–2004)
- Herbert Graßl (Österreicher, * 1948)
- Geoffrey B. Greatrex (Kanadier, * 1968)
- Miriam Griffin (Britin, 1935–2018)
- Pierre Grimal (Franzose, 1912–1996)
- Edmund Groag (Österreicher, 1873–1945)
- George Grote (Brite, 1794–1871)
- Karl Ludwig Grotefend (Deutscher, 1807–1874)
- Erich S. Gruen (Amerikaner, Österreicher, * 1935)
- Thomas Grünewald (Deutscher, * 1959)
- Fritz Gschnitzer (Österreicher, 1929–2008)
- Karl Theophil Guichard (Deutscher, 1724–1775)
- Hans Georg Gundel (Deutscher, 1912–1999)
- Linda-Marie Günther (Deutsche, * 1952)
- Rigobert Günther (Deutscher, 1928–2000)
- Rosmarie Günther (Deutsche, * 1942)

### H
- Wolfgang Haase (Deutscher, * 1940)
- Christian Habicht (Deutscher, 1926–2018)
- Raban von Haehling (Deutscher, * 1943)
- Rudolf Haensch (Deutscher, * 1959)
- István Hahn (Ungar, 1913–1984)
- Johannes Hahn (Deutscher, * 1957)
- Helmut Halfmann (Deutscher, * 1950)
- Debra Hamel (US-Amerikanerin, * 1964)
- Edith Hamilton (US-Amerikanerin, 1867–1963)
- Franz Hampl (Österreicher, 1910–2000)
- Mogens Herman Hansen, (Däne, 1940–2024)
- Theodora Hantos (Deutsch-Ungarin, * 1945)
- Gottfried Härtel (Deutscher, 1925–2019)
- Werner Hartke (Deutscher, 1907–1993)
- Elke Hartmann (Deutsche, 1969–2021)
- Udo Hartmann (Deutscher, * 1970)
- Herbert Heftner (Österreicher, * 1962)
- Matthäus Heil (Deutscher, * 1960)
- Heinz Heinen (Deutsch-Belgier, 1941–2013)
- Johannes Heinrichs (Deutscher, * 1956)
- Olivier Joram Hekster (Niederländer, * 1974)
- Dieter Hennig (Deutscher, * 1940)
- Hans Joachim Herrmann (Deutscher, * 1931)
- Peter Herrmann (Deutscher, 1927–2002)
- Elisabeth Herrmann-Otto (Deutsche, * 1948)
- Gustav Hertzberg (Deutscher, 1826–1907)
- Peter Herz (Deutscher, * 1948)
- Jacques Heurgon (Franzose, 1903–1995)
- Alfred Heuß (Deutscher, 1909–1995)
- Christian Gottlob Heyne (Deutscher, 1729–1812)
- François Hinard (Franzose, 1941–2008)
- Otto Hirschfeld (Deutscher, 1843–1922)
- Dietrich Hoffmann (Deutscher, * 1929)
- Wilhelm Hoffmann (Deutscher, 1909–1969)
- Peter Högemann (Deutscher, 1941–2021)
- Ernst Hohl (Deutscher, 1886–1957)
- Karl-Joachim Hölkeskamp (Deutscher, * 1953)
- Adolf Holm (Deutscher, 1830–1900)
- Karl Hopf (Deutscher, 1832–1873)
- Simon Hornblower (Brite, * 1949)
- Gerhard Horsmann (Deutscher, * 1958)
- Marietta Horster (Deutsche, * 1961)
- George W. Houston (US-Amerikaner, * 1941)
- Sabine Hübner (Deutsche, * 1976)
- Liselot Huchthausen (Deutsche, 1927–2020)
- Werner Huß (Deutscher, 1936–2023)
- Ulrich Huttner (Deutscher, * 1965)

### I
- Hans Ulrich Instinsky (Deutscher, 1907–1973)
- Johannes Irmscher (Deutscher, 1920–2000)
- Benjamin Isaac (* 1945)

### J
- Armin Jähne (Deutscher, * 1941)
- Martin Jehne (Deutscher, * 1955)
- Klaus-Peter Johne (Deutscher, * 1941)
- Renate Johne (Deutsche, * 1940)
- Arnold Hugh Martin Jones (Brite, 1904–1970)
- Henry Stuart Jones (Brite, 1867–1939)
- Andrea Jördens (Deutsche, * 1958)

### K
- Julius Kaerst (Deutscher, 1857–1930)
- Donald Kagan (US-Amerikaner, 1932–2021)
- Ulrich Kahrstedt (Deutscher, 1888–1962)
- Wilhelm Kaltenstadler (Deutscher, * 1936)
- Peter Kehne (Deutscher, 1953–2022)
- Josef Keil (Österreicher, 1878–1963)
- Erich Kettenhofen (Deutscher, * 1946)
- Dietmar Kienast (Deutscher, 1925–2012)
- Konrad H. Kinzl (1940–2022)
- Ernst Kirsten (Deutscher, 1911–1987)
- Theodor Kissel (Deutscher, * 1962)
- Elimar Klebs (Deutscher, 1852–1918)
- Richard Klein (Deutscher, 1934–2006)
- Hilmar Klinkott (Deutscher, * 1971)
- Hans Kloft (Deutscher, * 1939)
- Peter Kneißl (Deutscher, 1938–2020)
- Ulrich Köhler (Deutscher, 1838–1903)
- Jens Köhn (Deutscher, 1948–2020)
- Hans Peter Kohns (Deutscher, 1931–2003)
- Anne Kolb (Deutsche, * 1964)
- Frank Kolb (Deutscher, * 1945)
- Walther Kolbe (Deutscher, 1876–1942 oder 1943)
- Ingemar König (Deutscher, * 1938)
- Ernst Kornemann (Deutscher, 1868–1946)
- Konrad Kraft (Deutscher, 1920–1970)
- Jens-Uwe Krause (Deutscher, * 1957)
- Heinz Kreißig (Deutscher, 1921–1984)
- Wilhelm Kubitschek (Österreicher, 1858–1936)
- Barbara Kühnert (Deutsche, * 1947)
- Wolfgang Kuhoff (Deutscher, * 1951)
- Christiane Kunst (Deutsche, * 1963)

### L
- Robin Lane Fox (Brite, * 1946)
- Richard Laqueur (Deutscher, 1881–1959)
- Hugh Last (Brite, 1894–1957)
- Siegfried Lauffer (Deutscher, 1911–1986)
- Gustav Adolf Lehmann (Deutscher, * 1942)
- Carl Ferdinand Friedrich Lehmann-Haupt (Deutscher, 1861–1938)
- François Lenormant (Franzose, 1837–1883)
- Francis Alfred Lepper (Brite, 1913–2005)
- Hartmut Leppin (Deutscher, * 1963)
- Wolfgang Leschhorn (Deutscher, * 1950)
- Barbara Levick (Britin, 1931–2023)
- Loretana de Libero (Deutsche, * 1965)
- Wolf Liebeschuetz (Brite, 1927–2022)
- Stefan Link (Deutscher, * 1961)
- Bernhard Linke (Deutscher, * 1961)
- Adolf Lippold (Deutscher, 1926–2005)
- Nicole Loraux (Französin, 1943–2003)
- Volker Losemann (Deutscher, * 1942)
- Detlef Lotze (Deutscher, 1930–2018)
- John V. Luce (Ire, 1920–2011)
- Nino Luraghi (Italiener, * 1964)
- Andreas Luther (Deutscher, * 1969)

### M
- Ramsay MacMullen (US-Amerikaner, 1928–2022)
- Franz Georg Maier (Deutscher, 1926–2014)
- Jürgen Malitz (Deutscher, * 1947)
- Christian Mann (Deutscher, * 1971)
- Joachim Marquardt (Deutscher, 1812–1882)
- Jochen Martin (Deutscher, 1936–2025)
- John Robert Martindale (Brite, * 1935)
- Nikolai Alexandrowitsch Maschkin (Russe, 1900–1950)
- Krešimir Matijević (Deutscher, * 1975)
- Harold B. Mattingly (Brite, 1923–2015)
- Andreas Mehl (Deutscher, * 1945)
- Christian Meier (Deutscher, * 1929)
- Mischa Meier (Deutscher, * 1971)
- Burkhard Meißner (Deutscher, * 1959)
- Klaus Meister (Deutscher, * 1938)
- Pierre Merlat (Franzose, 1911–1959)
- Dieter Metzler (Deutscher, * 1939)
- Eduard Meyer (Deutscher, 1855–1930)
- Ernst Meyer (Deutscher, 1898–1975)
- Eckhard Meyer-Zwiffelhoffer (Deutscher, * 1955)
- Fergus Millar (Brite, 1935–2019)
- Peter Franz Mittag (Deutscher, * 1966)
- Joachim Molthagen (Deutscher, * 1941)
- Arnaldo Momigliano (Italiener, 1908–1987)
- Theodor Mommsen (Deutscher, 1817–1903)
- Günther Moosbauer (Deutscher, * 1966)
- Jacques Moreau (Belgier, 1918–1961)
- Sigrid Mratschek (Deutsche, * 1955)
- Karl Otfried Müller (Deutscher, 1797–1840)
- Friedrich Münzer (Deutscher, 1868–1942)
- Oswyn Murray (Brite, * 1937)
- Peter Musiolek (Deutscher, 1927–1991)
- Sir John Linton Myres (Brite, 1869–1954)

### N
- Peter Nadig (Deutscher, * 1959)

- Beat Näf (Schweizer, * 1957)
- Alessandro Naso (Italiener, * 1960)
- Herbert Nesselhauf (Deutscher, 1909–1995)
- Barthold Georg Niebuhr (Deutscher, 1776–1831)
- Benedikt Niese (Deutscher, 1849–1910)
- Wilfried Nippel (Deutscher, * 1950)
- Heinrich Nissen (Deutscher, 1839–1912)
- Karl Wilhelm Nitzsch (Deutscher, 1818–1880)
- Karl Leo Noethlichs (Deutscher, * 1943)
- Johannes Nollé (Deutscher, * 1953)

### O
- Friedrich Oertel (Deutscher, 1884–1975)
- Pavel Oliva (Tscheche, 1923–2021)
- Eckart Olshausen (Deutscher, * 1938)
- Hans Oppermann (Deutscher, 1895–1982)
- Wolfgang Orth (Deutscher, 1944–2017)
- Robin Osborne (Brite, * 1957)
- Walter Otto (Deutscher, 1878–1941)
- Bernhard Overbeck (Deutscher, 1942–2018)

### P
- Angela Pabst (Deutsche, * 1957)
- Bernhard Palme (Österreicher, * 1961)
- Theodor Panofka (Deutscher, 1800–1858)
- Barbara Patzek (Deutsche, * 1948)
- Thomas Pekáry (Ungar, 1929–2010)
- Georges Perrot (Franzose, 1832–1914)
- Karl-Ernst Petzold (Deutscher, 1918–2003)
- Stefan Pfeiffer (Deutscher, * 1974)
- Hans-Georg Pflaum (Franzose, 1902–1979)
- Karen Piepenbrink (Deutsche, * 1969)
- André Piganiol (Franzose, 1883–1968)
- Robert von Pöhlmann (Deutscher, 1852–1914)
- Sarah B. Pomeroy (US-Amerikanerin, * 1938)
- Claire Préaux (Belgierin, 1904–1979)
- Anton von Premerstein (Österreicher, 1869–1935)
- W. Kendrick Pritchett (US-Amerikaner, 1909–2007)

### Q
- Friedemann Quaß (Deutscher, * 1941)

### R
- Kurt Raaflaub (Schweizer, 1941–2023)
- Marie-Thérèse Raepsaet-Charlier (Belgierin)
- Michel Rambaud (Franzose, 1921–1985)
- William Mitchell Ramsay (Brite, 1851–1939)
- Boris Rankov (Brite, * 1954)
- Bruno Rappaport (Deutscher, 1875–1915)
- Michael Rathmann (Deutscher, * 1968)
- Stefan Rebenich (Deutscher, * 1961)
- Sitta von Reden (Deutsche, * 1962)
- Georg Rehrenböck (Österreicher, * 1950)
- Théodore Reinach (Franzose, 1860–1928)
- Rolf Rilinger (Deutscher, 1942–2003)
- Emil Ritterling (Deutscher, 1861–1928)
- Louis Robert (Franzose, 1904–1985)
- Dirk Rohmann (Deutscher, * 1975)
- Christian Rollinger (Luxemburger, * 1982)
- Robert Rollinger (Österreicher, * 1964)
- Klaus Rosen (Deutscher, * 1937)
- Arthur Rosenberg (Deutscher, 1889–1943)
- Veit Rosenberger (Deutscher, 1963–2016)
- Michael Rostovtzeff (Russe, 1870–1952)
- Pierre Rousel (Franzose, 1881–1945)
- Berthold Rubin (Deutscher, 1911–1990)
- Hans Rudolph (Deutscher, 1907–1980)
- Kai Ruffing (Deutscher, * 1967)
- Eberhard Ruschenbusch (Deutscher, 1924–2007)

### S
- Zabihollah Safa (Iraner, 1911–1999)
- Geoffrey de Ste Croix (Brite, 1910–2000)
- Fritz Schachermeyr (Österreicher, 1895–1987)
- Arnold Schaefer (Deutscher, 1819–1883)
- Hans Schaefer (Deutscher, 1906–1961)
- Christoph Schäfer (Deutscher, * 1961)
- Tanja Scheer (Deutsche, * 1964)
- John Scheid (Franzose luxemburgischer Herkunft, * 1946)
- Alexander Schenk Graf von Stauffenberg (Deutscher, 1905–1964)
- Heinrich Schlange-Schöningen (Deutscher, * 1960)
- Jörg A. Schlumberger (Deutscher, * 1939)
- Wilhelm Adolf Schmidt (Deutscher, 1812–1887)
- Sebastian Schmidt-Hofner (Deutscher, * 1977)
- Hatto H. Schmitt (Deutscher, 1930–2023)
- Tassilo Schmitt (Deutscher, * 1961)
- Walter Schmitthenner (Deutscher, 1916–1997)
- Pauline Schmitt Pantel (Französin, * 1947)
- Winfried Schmitz (Deutscher, * 1958)
- Helmuth Schneider (Deutscher, * 1946)
- Valerian von Schoeffer (Deutscher, 1864–1900)
- Reinhold Scholl (Deutscher, * 1952)
- Georg Schöllgen (Deutscher, * 1951)
- Helga Scholten (Deutsche, * 1963)
- Peter Scholz (Deutscher, * 1965)
- Wilhelm Schubart (Deutscher, 1873–1960)
- Charlotte Schubert (Deutsche, * 1955)
- Christof Schuler (Deutscher, * 1965)
- Wolfgang Schuller (Deutscher, 1935–2020)
- Adolf Schulten (Deutscher, 1870–1960)
- Raimund Schulz (Deutscher, * 1962)
- Leonhard Schumacher (Deutscher, * 1944)
- Monika Schuol (Deutsche, * 1964)
- Karl-Heinz Schwarte (Deutscher, 1934–2008)
- Albert Schwegler (Deutscher, 1819–1857)
- Elmar Schwertheim (Deutscher, 1943–2022)
- Vincent Scramuzza (US-Amerikaner, 1886–1956)
- Howard Hayes Scullard (Brite, 1903–1983)
- Otto Seeck (Deutscher, 1850–1921)
- Markus Sehlmeyer (Deutscher, * 1968)
- Jakob Seibert (Deutscher, * 1939)
- Adrian N. Sherwin-White (Brite, 1911–1993)
- Peter Siewert (Deutsch-Österreicher, * 1940)
- Michael Sommer (Deutscher, * 1970)
- Holger Sonnabend (Deutscher, * 1956)
- Peter Spahn (Deutscher, * 1946)
- Michael Alexander Speidel (Schweizer, * 1963)
- Michael P. Speidel (US-Amerikaner, * 1937)
- Wolfgang Spickermann (Deutscher, * 1959)
- Jörg Spielvogel (Deutscher, * 1961)
- Michael Stahl (Deutscher, * 1948)
- Isolde Stark (Deutsche, * 1945)
- Ernst Stein (Deutscher, 1891–1945)
- Elke Stein-Hölkeskamp (Deutsche, * 1954)
- Ernst von Stern (Deutsch-Russe, 1859–1924)
- Oliver Stoll (Deutscher, * 1964)
- Hermann Strasburger (Deutscher, 1909–1985)
- Johannes Straub (Deutscher, 1912–1996)
- Karl Strobel (Deutscher, * 1954)
- Karl Friedrich Stroheker (Deutscher, 1914–1988)
- Johannes Stroux (Deutscher, 1886–1954)
- Wassili Wassiljewitsch Struwe (Russe, 1889–1965)
- Ronald Syme (Neuseeländer, 1903–1989)
- Joachim Szidat (Deutscher, * 1938)

### T
- Fritz Taeger (Deutscher, 1894–1960)
- Eugen Täubler (Deutscher, 1879–1953)
- Hildegard Temporini-Gräfin Vitzthum (Deutsche, 1939–2004)
- Charles Marie Ternes (Luxemburger, 1939–2004)
- Lukas Thommen (Schweizer, * 1958)
- Dieter Timpe (Deutscher, 1931–2021)
- Kurt Tomaschitz (Österreicher, 1961–2008)
- Johannes Toepffer (Deutscher, 1860–1895)
- Kai Trampedach (Deutscher, * 1962)

### U
- Christoph Ulf (Österreicher, * 1949)
- Jürgen von Ungern-Sternberg (Deutscher, 1940–2025)
- Ralf Urban (Deutscher, * 1943)
- Percy N. Ure (Brite, 1879–1950)
- Woldemar Graf Uxkull-Gyllenband (Deutscher, 1898–1939)

### V
- Jean-Pierre Vernant (Franzose, 1914–2007)
- Paul Veyne (Franzose, 1930–2022)
- Pierre Vidal-Naquet (Franzose, 1930–2006)
- Friedrich Vittinghoff (Deutscher, 1910–1999)
- Joseph Vogt (Deutscher, 1895–1986)
- Hans Volkmann (Deutscher, 1900–1975)
- Christian August Volquardsen (Deutscher, 1840–1917)
- Konrad Vössing (Deutscher, * 1959)

### W
- Curt Wachsmuth (Deutscher, 1837–1905)
- Klaus Wachtel (Deutscher, * 1937)
- Beate Wagner-Hasel (Deutsche, * 1950)
- Frank W. Walbank (Brite, 1909–2008)
- Gerhard Waldherr (Deutscher, * 1956)
- Andrew Wallace-Hadrill (Brite, * 1951)
- Gerold Walser (Schweizer, 1917–2000)
- Uwe Walter (Deutscher, * 1962)
- Ekkehard Weber (Österreicher, * 1940)
- Gregor Weber (Deutscher, * 1961)
- Wilhelm Weber (Deutscher, 1882–1948)
- Karl-Wilhelm Weeber (Deutscher, * 1950)
- Ingomar Weiler (Österreicher, 1938–2023)
- Peter Weiß (Deutscher, 1943–2025)
- Colin Michael Wells (Brite, * 1933)
- Liselotte Welskopf-Henrich (Deutsche, 1901–1979)
- Karl-Wilhelm Welwei (Deutscher, 1930–2013)
- Robert Werner (Deutscher, 1924–2004)
- Gabriele Wesch-Klein (Deutsche)
- Michael Whitby (Brite, * 1952)
- Lothar Wickert (Deutscher, 1900–1989)
- Rainer Wiegels (Deutscher, * 1940)
- Hans-Ulrich Wiemer (Deutscher, * 1961)
- Lothar Wierschowski (Deutscher, * 1952)
- Josef Wiesehöfer (Deutscher, * 1951)
- Örjan Wikander (Schwede, * 1943)
- Ulrich von Wilamowitz-Moellendorff (Deutscher, 1848–1931)
- Ulrich Wilcken (Deutscher, 1862–1944)
- Adolf Wilhelm (Österreicher, 1864–1950)
- Wolfgang Will (Deutscher, * 1948)
- Hugo Willrich (Deutscher, 1837–1950)
- Gerhard Winkler (Österreicher, 1935–2012)
- Engelbert Winter (Deutscher, * 1959)
- Aloys Winterling (Deutscher, * 1956)
- Gerhard Wirth (Deutscher, 1926–2021)
- Christian Witschel (Deutscher, * 1966)
- Friedrich August Wolf (Deutscher, 1759–1821)
- Hartmut Wolff (Deutscher, 1941–2012)
- Reinhard Wolters (Deutscher, * 1958)
- Michael Wörrle (Deutscher, * 1939)
- Fritz Rudolf Wüst (Deutscher, 1912–1993)

### Y
- Edwin M. Yamauchi (US-Amerikaner, * 1937)
- Zvi Yavetz (Israeli, 1925–2013)

### Z
- Michael Zahrnt (Deutscher, * 1940)
- Erich Ziebarth (Deutscher, 1868–1944)
- Ruprecht Ziegler (Österreicher, * 1945)
- Klaus Zimmermann (Deutscher, * 1964)
- Martin Zimmermann (Deutscher, * 1959)
- Renate Zoepffel (Deutsche, 1934–2024)